# Daniel Ropers
Daniel Ropers (Freiburg im Breisgau, 25 maart 1972) is een Duits-Nederlandse ondernemer. Hij was tot september 2019 CEO van Springer Nature, de op een na grootste wetenschappelijke en educatieve uitgever ter wereld. Eerder was hij de CEO van bol.com.

## Levensloop
Zijn vader Hans-Hilger Ropers, een antropogeneticus, is van Duitse afkomst, zijn Nederlandse moeder is medisch socioloog. Hij werd in Duitsland geboren en kwam op zijn twaalfde naar Nijmegen waar zijn vader een aanstelling kreeg aan de Katholieke Universiteit Nijmegen. Hij doorliep het Stedelijk Gymnasium Nijmegen en studeerde twee jaar geneeskunde aan de Universiteit van Utrecht, voordat hij de overstap maakte naar de studie bedrijfseconomie aan de Erasmus Universiteit in Rotterdam.
Na zijn studie vond Ropers werk als consultant bij McKinsey. In opdracht van het Duitse mediabedrijf Bertelsmann schreef hij het bedrijfsplan voor de Nederlandse tak van bol.com. Hij besloot vervolgens dat hij bol.com graag wilde helpen uitbouwen. Hij begon in 1998 als financieel directeur, twee jaar later werd hij algemeen directeur. 
De website begon met de verkoop van boeken, maar breidde haar aanbod in de loop van de jaren uit naar tal van andere producten. Ook liet zij andere aanbieders toe op de site. Mede daardoor steeg de omzet in 2016 tot bijna een miljard euro. Daarmee is Bol.com de grootste Nederlandse webwinkel. Sinds 2002 wisselde bol.com meerdere keren van eigenaar. Bij de verkoop aan Ahold, waar 350 miljoen euro mee gemoeid was, verkocht Ropers ook zijn eigen aandelenpakket. Hij bleef vervolgens tot 2017 bij bol.com, waarna hij de overstap maakte naar Springer Nature. In september 2019 vertrok Ropers daar alweer voor een sabbatical. Sinds 2020 werkt Ropers als zelfstandig adviseur.